# 남부관광로
남부관광로(Nambugwangwang-ro)는 전라남도 장흥군 안양면 군민회관오거리에서 보성군 회천면 밤고개오거리를 잇는 전라남도의 도로이다. 

## 연혁
- 2009년 7월 3일 : 2개 이상 시·군에 걸쳐 있는 광역도로로 남부관광로를 고시[1]

## 주요 경유지
전라남도
- 장흥군 (장흥읍 . 안양면) - 보성군 (회천면)

## 노선
| 이름               | 접속 노선                     | 소재지 | 소재지 | 비고                                   |
| ------------------ | ----------------------------- | ------ | ------ | -------------------------------------- |
| 군민회관오거리     | 흥성로                        | 장흥군 | 장흥읍 |                                        |
| 건산삼거리         | 동부로                        | 장흥군 | 장흥읍 |                                        |
| 향양삼거리         | 병천2길 우드랜드길            | 장흥군 | 장흥읍 |                                        |
| 향양 교차로        | 국도 제2호선 (녹색로)         | 장흥군 | 장흥읍 |                                        |
| 기산삼거리         | 우드랜드길 로하스로           | 장흥군 | 안양면 |                                        |
| 동계삼거리         | 주교비동로                    | 장흥군 | 안양면 |                                        |
| 수양삼거리         | 국도 제77호선 (용안로)        | 장흥군 | 안양면 | 국도 제77호선과 중복                   |
| 수대교             |                               | 장흥군 | 안양면 | 국도 제77호선과 중복                   |
| 당암사거리         | 주교비동로                    | 장흥군 | 안양면 | 국도 제77호선과 중복                   |
| 삼수교             |                               | 장흥군 | 안양면 | 국도 제77호선과 중복                   |
| 운정사거리         | 안양로                        | 장흥군 | 안양면 | 국도 제77호선과 중복                   |
| 사촌 교차로        | 수문용곡로                    | 장흥군 | 안양면 | 국도 제77호선과 중복                   |
| (교량명칭 미상)    |                               | 장흥군 | 안양면 | 국도 제77호선과 중복                   |
| 신촌 교차로        | 안양로                        | 장흥군 | 안양면 | 국도 제77호선과 중복                   |
| 수락 교차로        | 수락길                        | 장흥군 | 안양면 | 국도 제77호선과 중복                   |
| 수문터널           |                               | 장흥군 | 안양면 | 국도 제77호선과 중복                   |
| 용곡 교차로        | 지방도 제819호선 (수문용곡로) | 장흥군 | 안양면 | 지방도 제819호선, 국도 제77호선과 중복 |
| 회령삼거리         | 녹차로                        | 보성군 | 회천면 | 지방도 제819호선, 국도 제77호선과 중복 |
| 전일교             |                               | 보성군 | 회천면 | 지방도 제819호선, 국도 제77호선과 중복 |
| 회천교             |                               | 보성군 | 회천면 |                                        |
| 율포해수욕장사거리 | 지방도 제845호선 (충의로)     | 보성군 | 회천면 |                                        |
| 밤고개사거리       | 녹차로                        | 보성군 | 회천면 |                                        |
| 녹차로와 직결      |                               |        |        |                                        |

## 주요 건물 및 시설
- 한국수자원공사 전남서남권권지사 장흥수도관리단 (남부관광로 12/건산리 208-11)
- 한국농어촌공사 장흥지사 (남부관광로 107/향양리 238-4)
- 안양보건시소 (남부관광로 728/운흥리 693-1)
- 안양파출소 (남부관광로 734/운흥리 694-4)
- 장흥안양우체국 (남부관광로 741/운흥리 532-14)
- 회천면 행정복지센터 (남부관광로 2295/율포리 400)